# Rajd Halkidiki 1987
Rajd Halkidiki 1987 (12. Halkidiki Rally) – 12 edycja rajdu samochodowego Rajd Elpa rozgrywanego w Grecji. Rozgrywany był od 25 do 26 sierpnia 1987 roku. Była to trzydziesta druga runda Rajdowych Mistrzostw Europy w roku 1987 (rajd miał najwyższy współczynnik – 4) i czwarta runda Rajdowych Mistrzostw Grecji. Składał się z 22 odcinków specjalnych.

## Klasyfikacja rajdu
| Miejsce                      | Kierowca                     | Pilot                        | Samochód                     | Czas                         | Strata                       |                              |
| Klasyfikacja generalna i ERC | Klasyfikacja generalna i ERC | Klasyfikacja generalna i ERC | Klasyfikacja generalna i ERC | Klasyfikacja generalna i ERC | Klasyfikacja generalna i ERC | Klasyfikacja generalna i ERC |
| ---------------------------- | ---------------------------- | ---------------------------- | ---------------------------- | ---------------------------- | ---------------------------- | ---------------------------- |
| 1.                           | Dario Cerrato                | Giuseppe Cerri               | Lancia Delta HF 4WD          | 4:06:28                      | 0.0                          |                              |
| 2.                           | Yves Loubet                  | Jean-Bernard Vieu            | Lancia Delta HF 4WD          | 4:06:56                      | +28                          |                              |
| 3.                           | Ioánnis Vardinoyiannis       | Konstantinos Stefanis        | Lancia Delta HF 4WD          | 4:11:43                      | +5:15                        |                              |
| 4.                           | Salvador Servià              | Jordi Sabater                | Volkswagen Golf GTi 16V      | 4:11:55                      | +5:27                        |                              |
| 5.                           | Stratis Hatzipanayiotou      | Tonia Pavli                  | Nissan 200SX                 | 4:17:19                      | +10:51                       |                              |
| 6.                           | Stoyan Kolev                 | Boyko Ignatov                | Audi Coupé Quattro           | 4:21:43                      | +15:15                       |                              |
| 7.                           | Pavlos Moschoutis            | Stamatis Vellis              | Lancia Delta HF 4WD          | 4:26:21                      | +19:53                       |                              |
| 8.                           | Manolis Panagiotopoulos      | Nikos Panou                  | Toyota Starlet EP71          | 4:30:58                      | +24:30                       |                              |
| 9.                           | Stamatis Athanassoulas       | Kóstas Fertakis              | Suzuki Swift GTi Mk1         | 4:32:21                      | +25:53                       |                              |
| 10.                          | Dimitris Manolopoulos        | Athanassios Vassilopoulos    | Renault 11 Turbo             | 4:35:45                      | +29:17                       |                              |